# PMD 85
El PMD 85 fue un ordenador personal 8 bits producido desde 1985 por las compañías Tesla Piešťany y Tesla Bratislava en la antigua Checoslovaquia.
Fueron desplegados en masa en las escuelas de Eslovaquia , mientras que el IQ 151 desempeñó un papel similar en la parte checa del país.  Los primeros videojuegos checoslovacos se crearon en el PMD 85, siendo otras plataformas populares el ZX Spectrum y los ordenadores Atari. 
Este ordenador se produjo localmente debido a la falta de moneda extranjera para comprar sistemas de Occidente. Después de la Revolución de terciopelo en 1989, se detuvo la producción del PMD 85.  El PMD 85 no era competitivo en calidad o características en comparación con los ordenadores extranjeros del momento. 

## Características
- Procesador MHB8080A a 2.048 MHz (clon del Intel 8080)
- 48 KiB de RAM (PMD 85-2A y 3, 64 KiB).
- 4 KiB de ROM (PMD 85-3, 8 KiB).
- Monitor del sistema.
- Utilidades de cinta.
- Salida de TV ( B / W , PMD 85-3 PAL ) o RGB.
- Resolución de pantalla de 288 × 256 píxeles.
- Atributos de imagen de 4 niveles (parpadeo, escala de grises o colores , según el modelo), por cada franja de 6 píxeles de ancho.
- Interfaz de grabadora de cinta .
- Interfaz IRPS ( bucle pasivo de corriente RS-232 sin señales de control de módem).
- Interfaz de cartucho. La máquina se suministraba con un cartucho de lenguaje lenguaje de programación BASIC, siendo posible adquirir otros cómo Pascal, ensamblador, LOGO, etc. También estaba disponible un programador.
- Interfaz IMS-2 (conector no estándar y eléctricamente parcialmente no conforme) basada en MHB8255A.
- Dos buses paralelos de 8 bits que admiten handshaking (a través del segundo MHB8255A).
- Conector de aplicación (bus de E/S de facto del sistema).

## Variantes

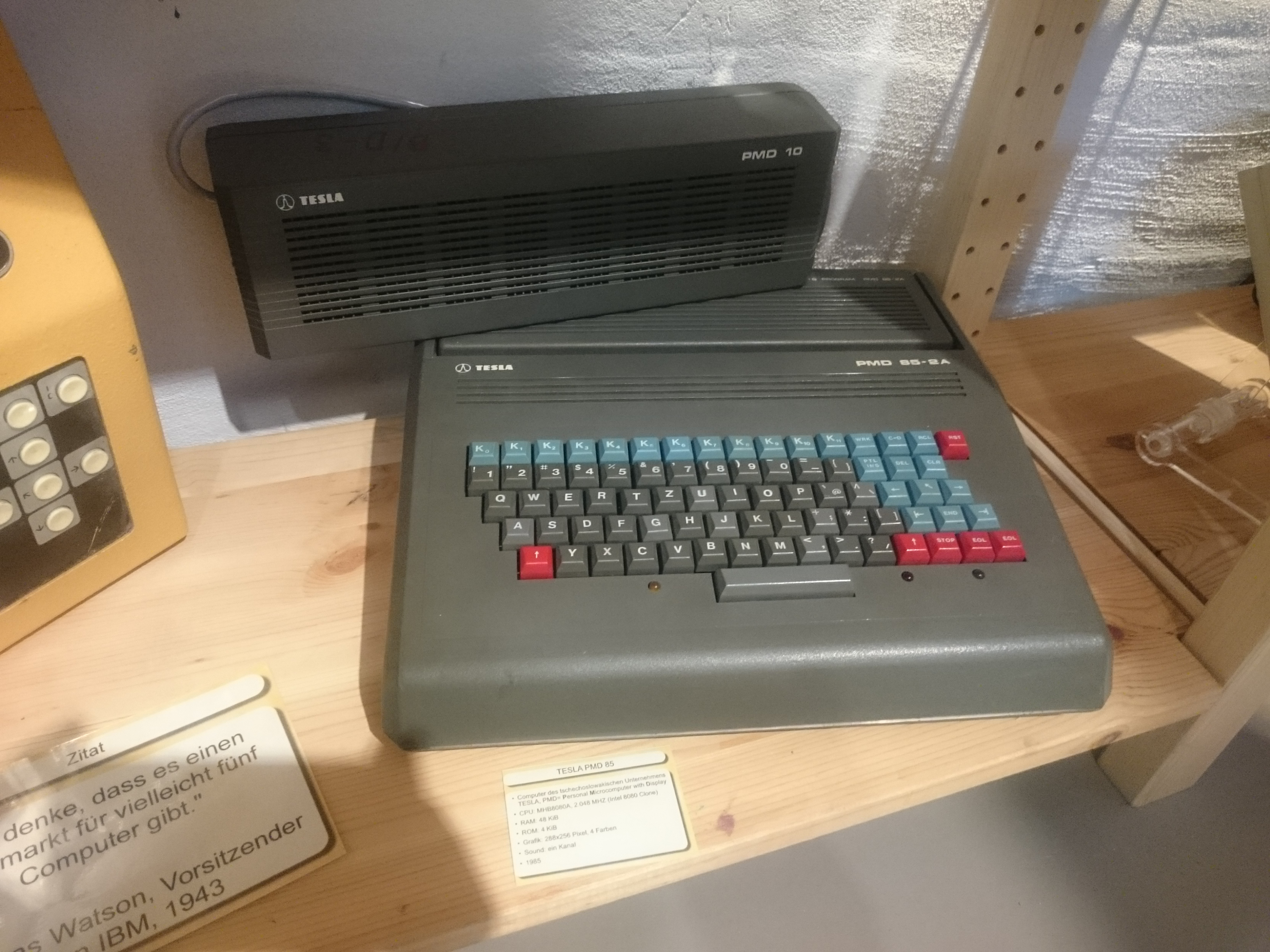
Un Tesla PMD85-2A checoslovaco de 1987 con una CPU MHB8080A de 2.048 MHz

- PMD 85-D. Prototipo producido por Tesla Piešťany (el autor fue Roman Kišš), originalmente con una carcasa de blanca y luego en otros colores.  Es bastante raro hoy en día.
- PMD 85. Producido por Tesla Piešťany desde 1985, también conocido como PMD 85-1. De carcasa gris oscuro, y famoso por sus teclados con teclas extremadamente duras. Las teclas alfanuméricas se detectaban en el momento en que dejaban de pulsarse.
- PMD 85-2 Producido por Tesla Piešťany y Tesla Bratislava desde 1986, trajo algunas mejoras en BASIC (por ejemplo, repetición automática de teclas), se usó un teclado más ergonómico (pero mecánicamente menos resistente) y también se añadió un modo terminal.  Algunos de los cambios causaron incompatibilidades con modelos anteriores.
- PMD 85-2A. Producido por Tesla Bratislava desde 1987, incorporó nuevos chips de RAM que resultaron en 64 Kib de memoria en lugar de 48 Kib y un menor sobrecalentamiento de los chips de memoria, a la vez que se mantuvo la compatibilidad con el PMD 85-2.
- El PMD 85-3. Producido por Tesla Bratislava desde 1988, añadió una salida de TV en color.  La codificación de caracteres incluía todos los caracteres checos y eslovacos, y también se produjo una versión cirílica. La ROM del sistema se amplió a 8 KiB. El monitor de sistema se actualizó con rutinas para la comunicación con el sistema de disco PMD 32, una comprobación de integridad de la ROM y también un "modo de compatibilidad PMD 85-2" mediante reubicación.

El PMD 85-2 inspiró el ordenador personal MAŤO, puesto a la venta en forma de kit para montar en 1989. Su hardware era diferente y su compatibilidad con el PMD 85 era limitada. Su BASIC, estructura de memoria y sistema de entrada/salida eran similares, pero no idénticos, y el formato de la cinta era diferente. Se pensó como ordenador personal para el hogar, pero no llegó a imponerse.

## Galería de imágenes

Ordenador PMD 85-2
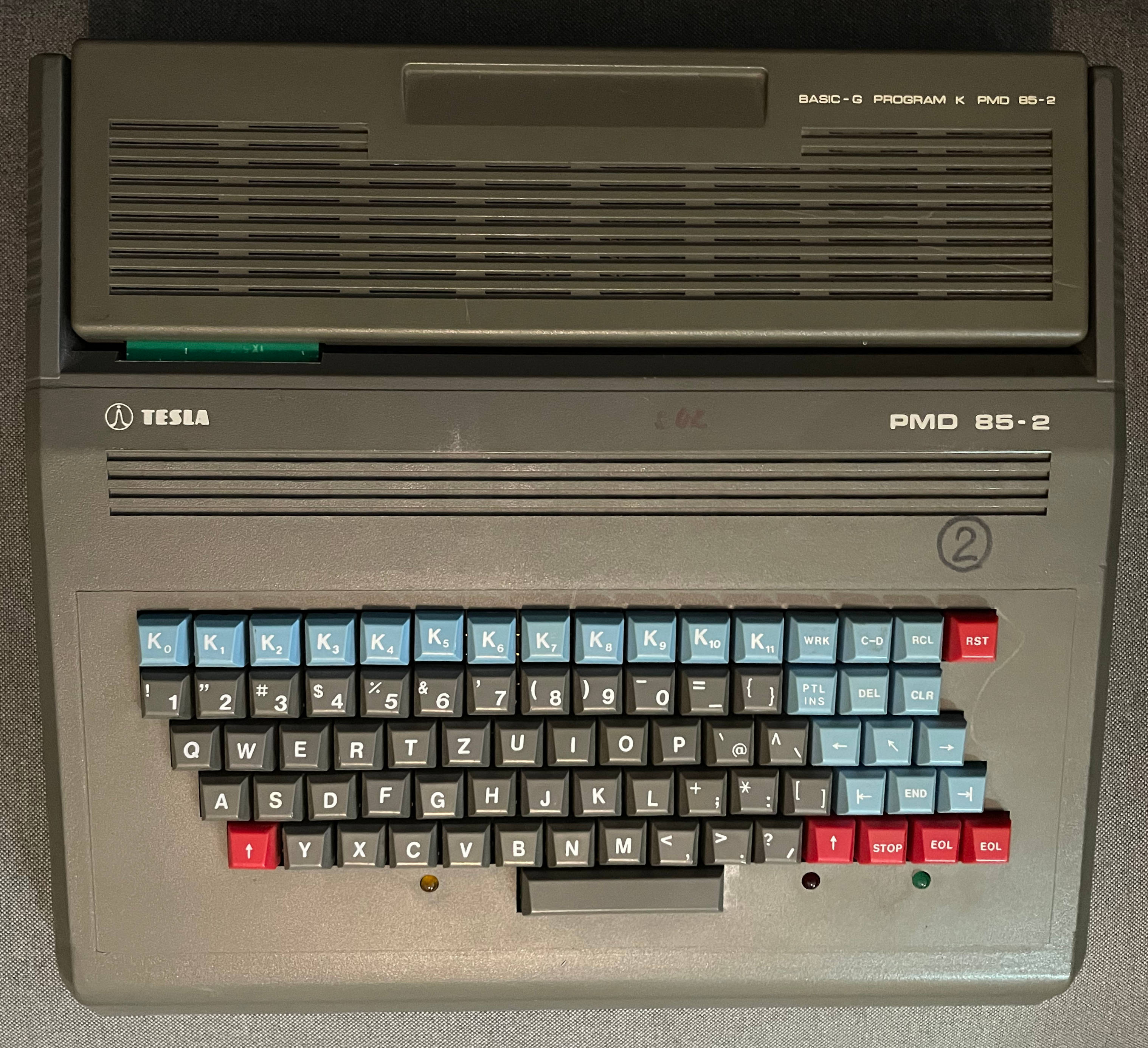
Vista superior
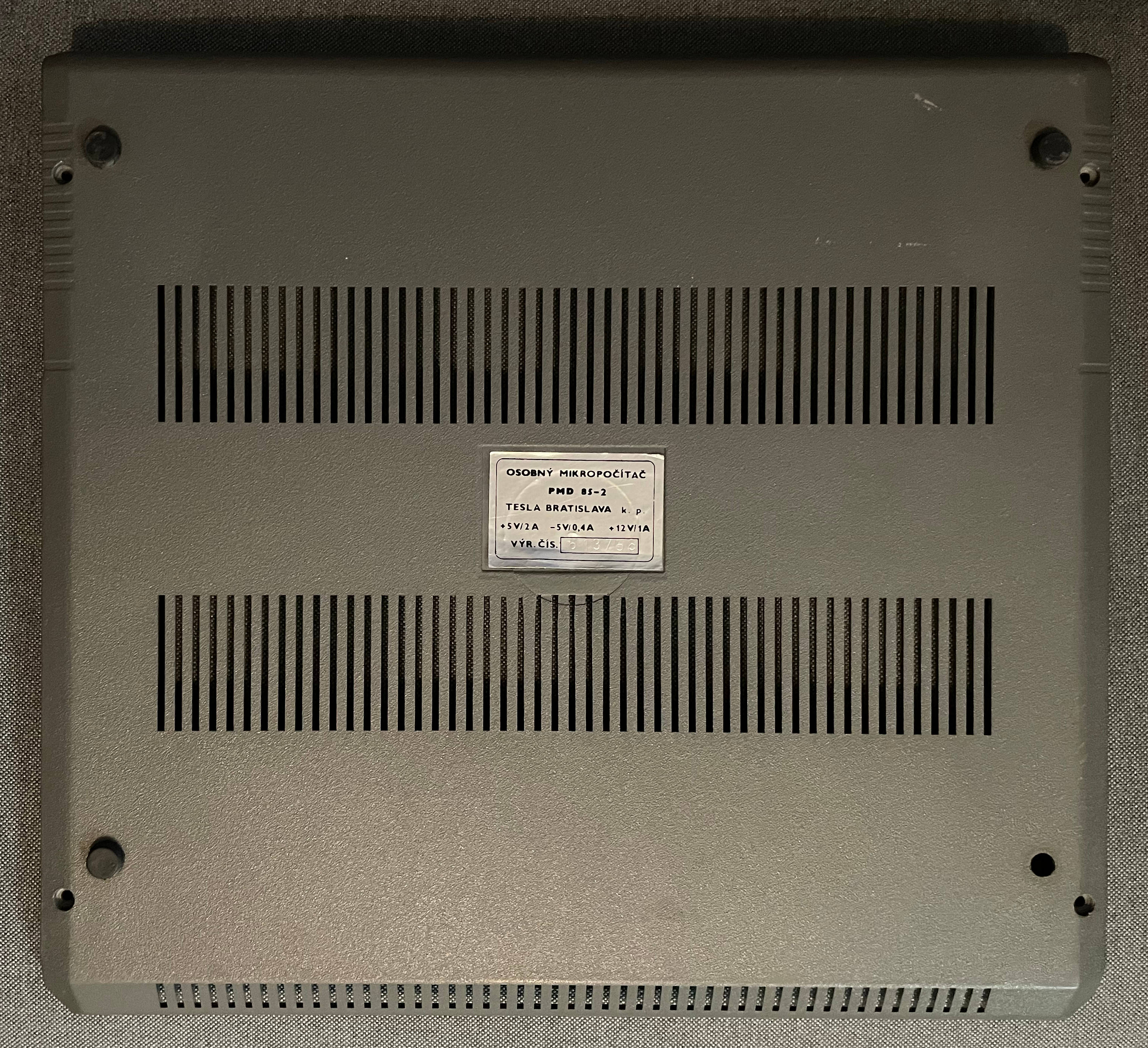
Vista inferior
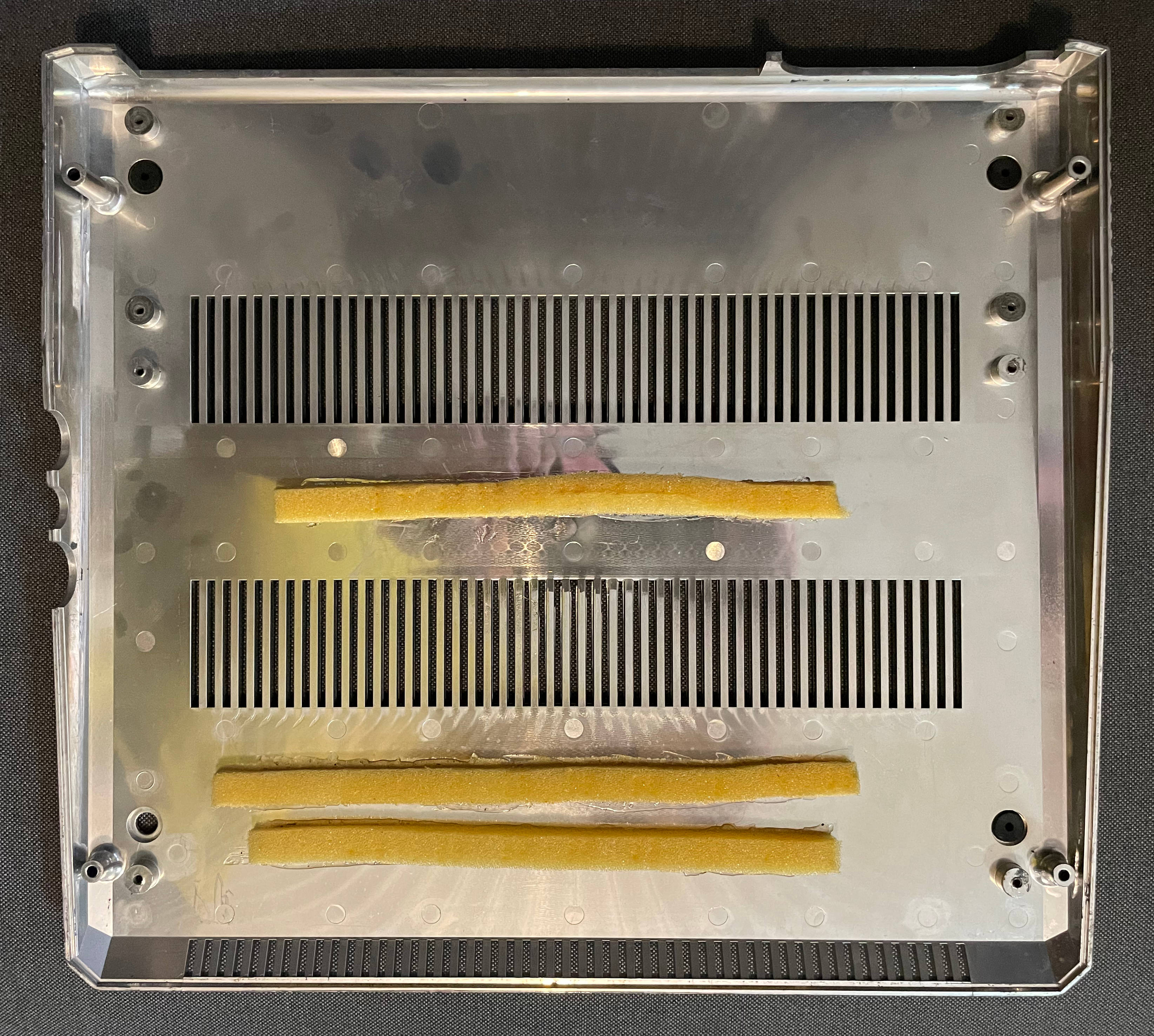
Vista interior de la carcasa inferior
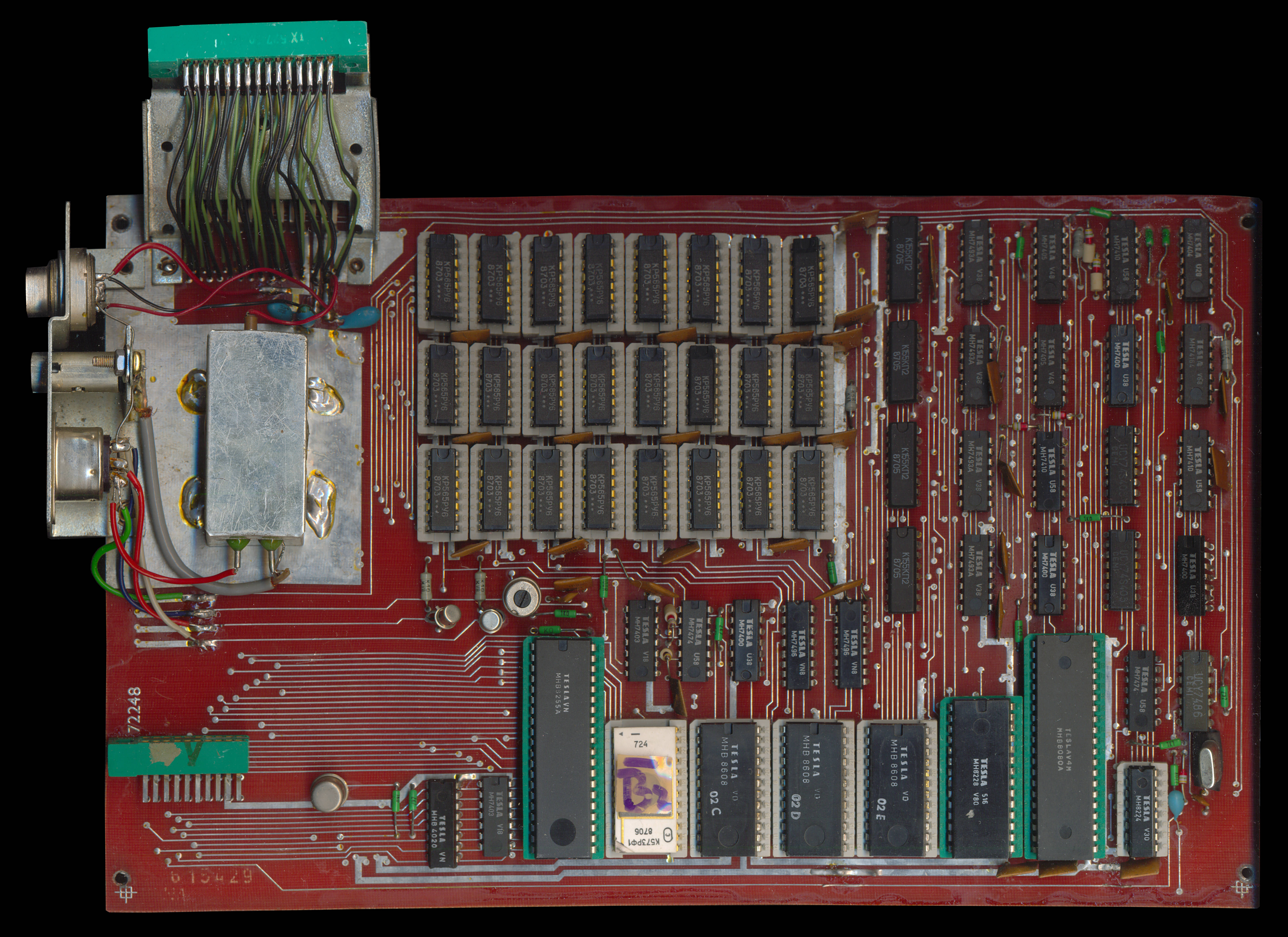
Placa base, cara de componentes.
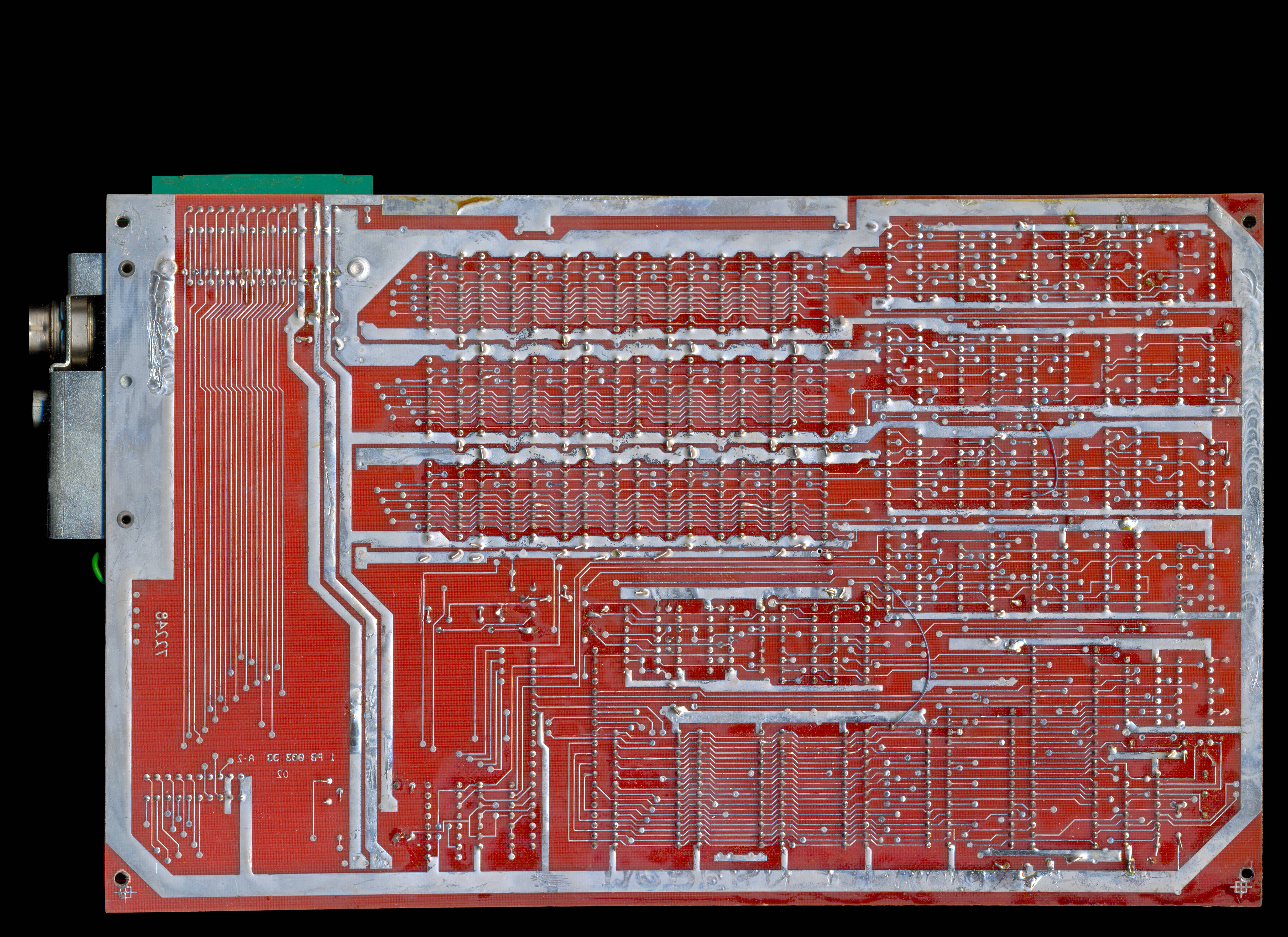
Placa base, cara de soldaduras.
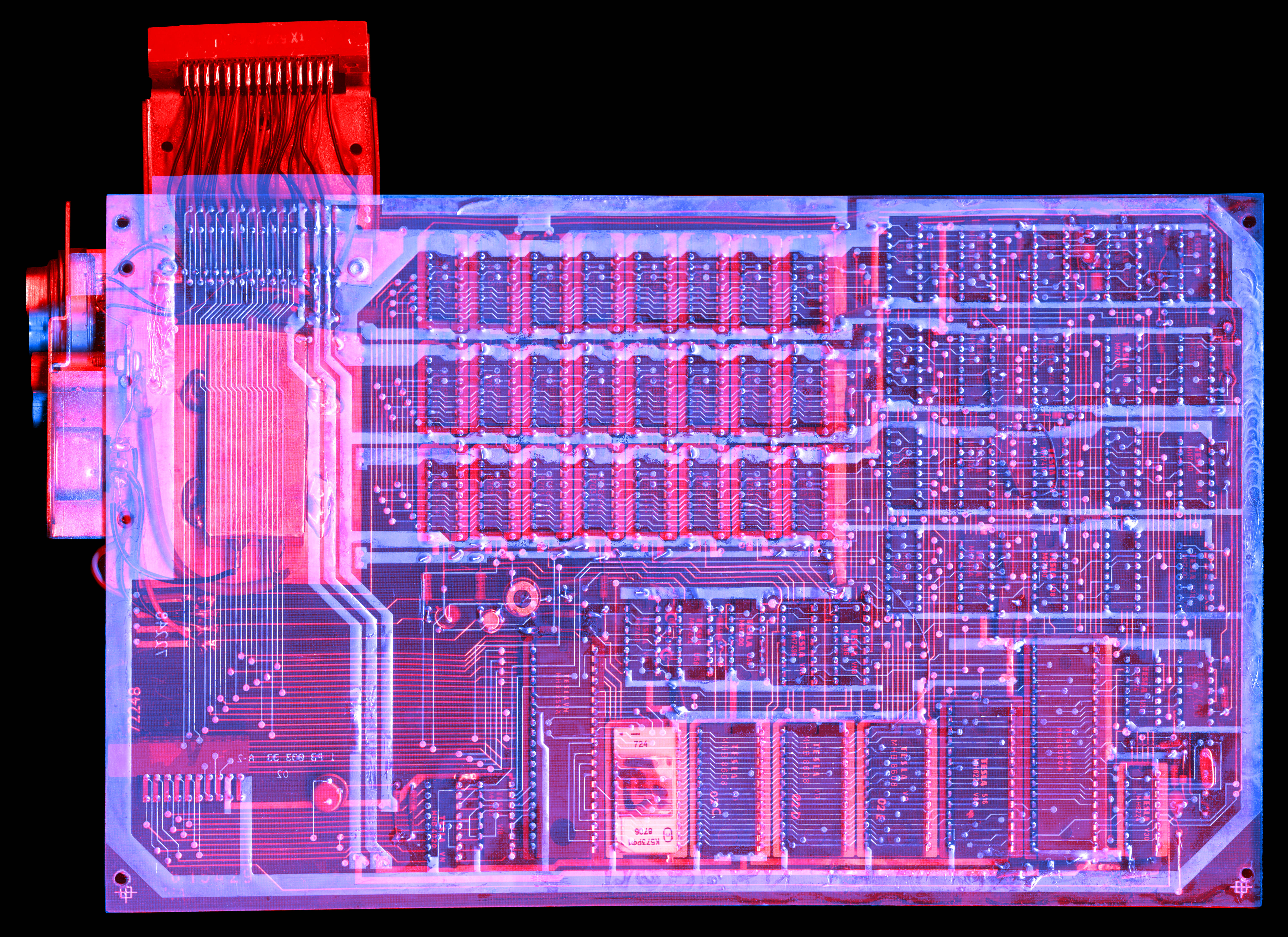
Placa base, vista de rayos X.
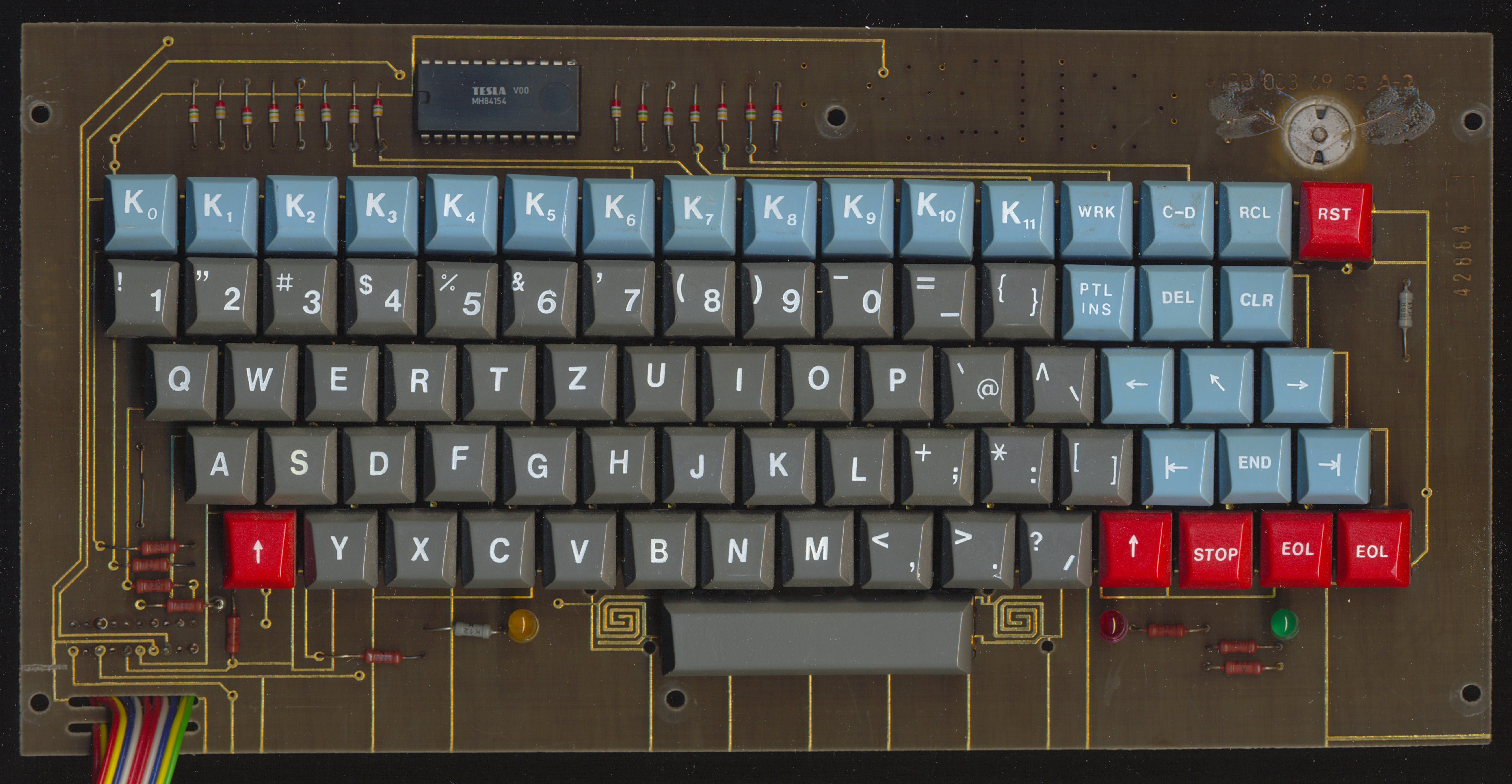
Placa del teclado, cara de componentes.
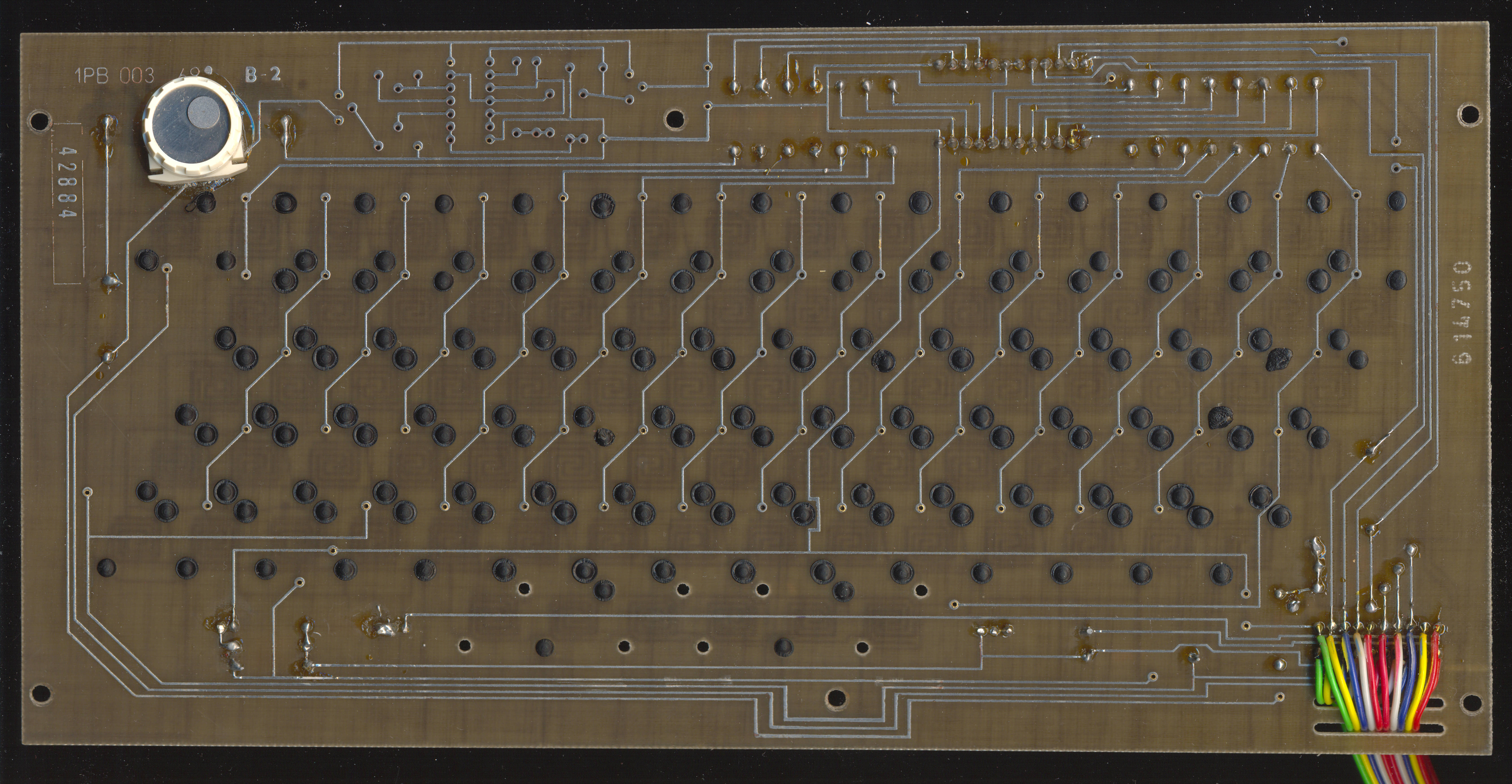
Placa del teclado, cara de soldaduras.
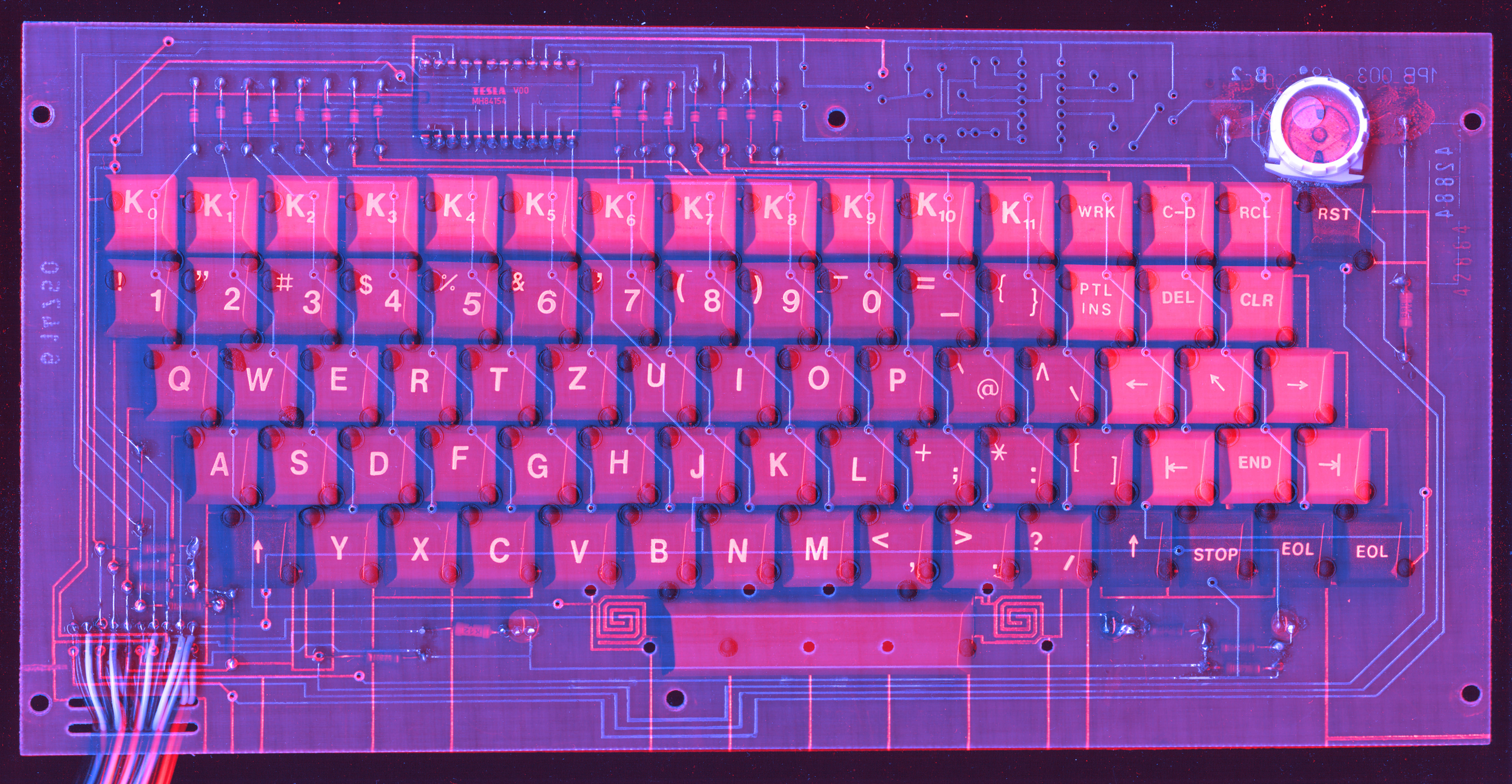
Placa del teclado, vista de rayos X.
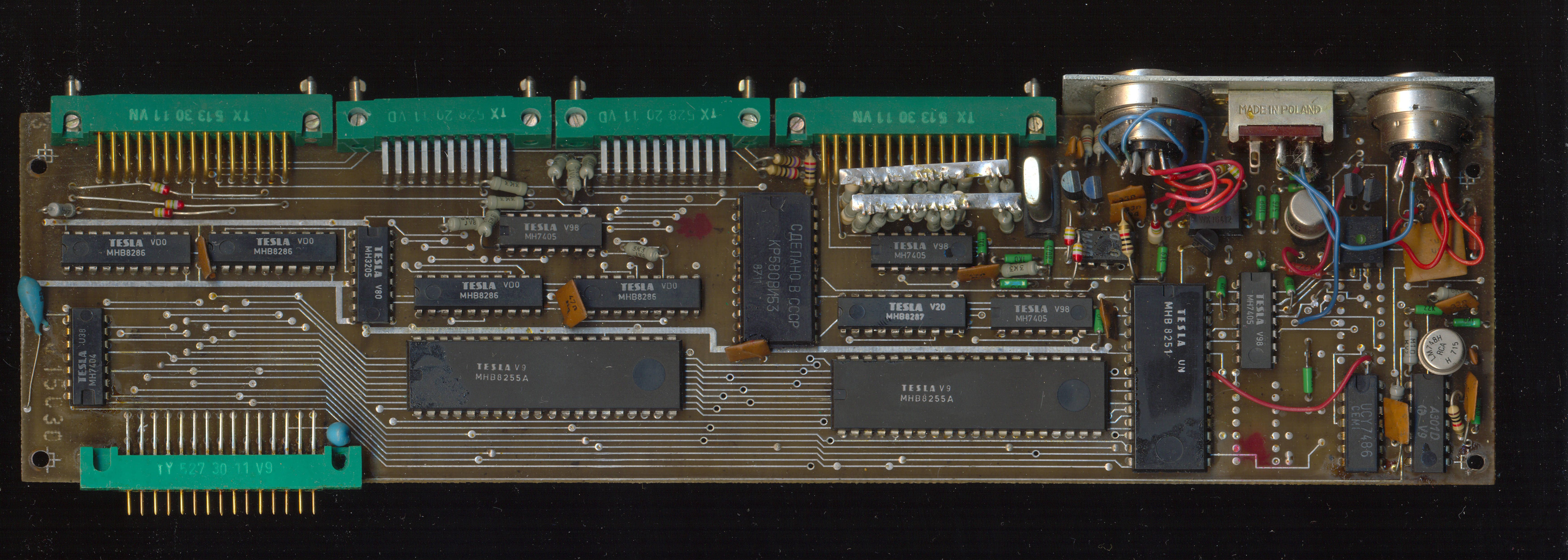
Placa de E/S, cara de componentes.
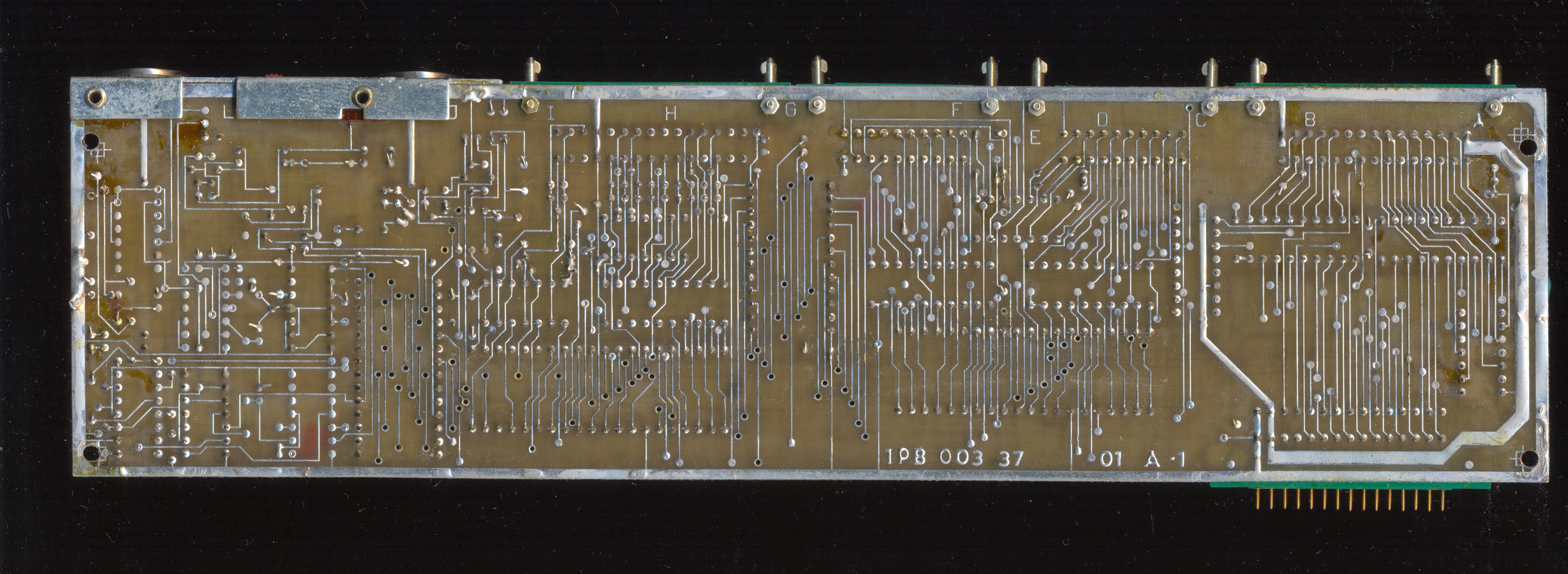
Placa de E/S, cara de soldaduras.
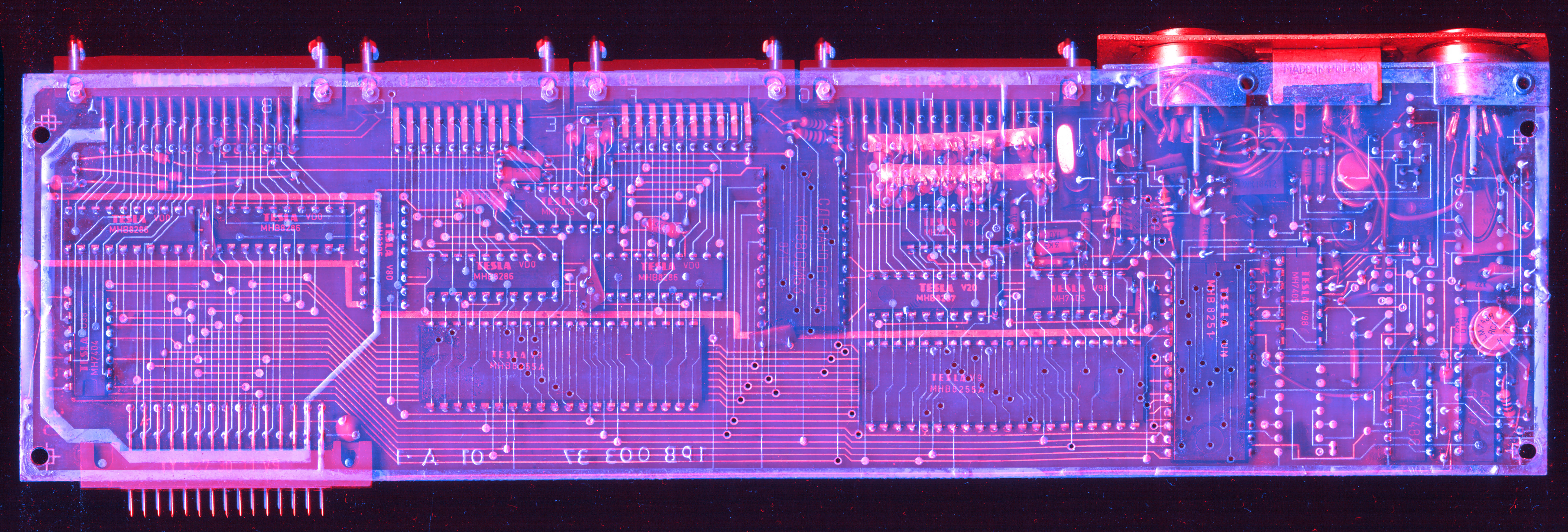
Placa de E/S, vista de rayos X.

Cartucho G-BASIC
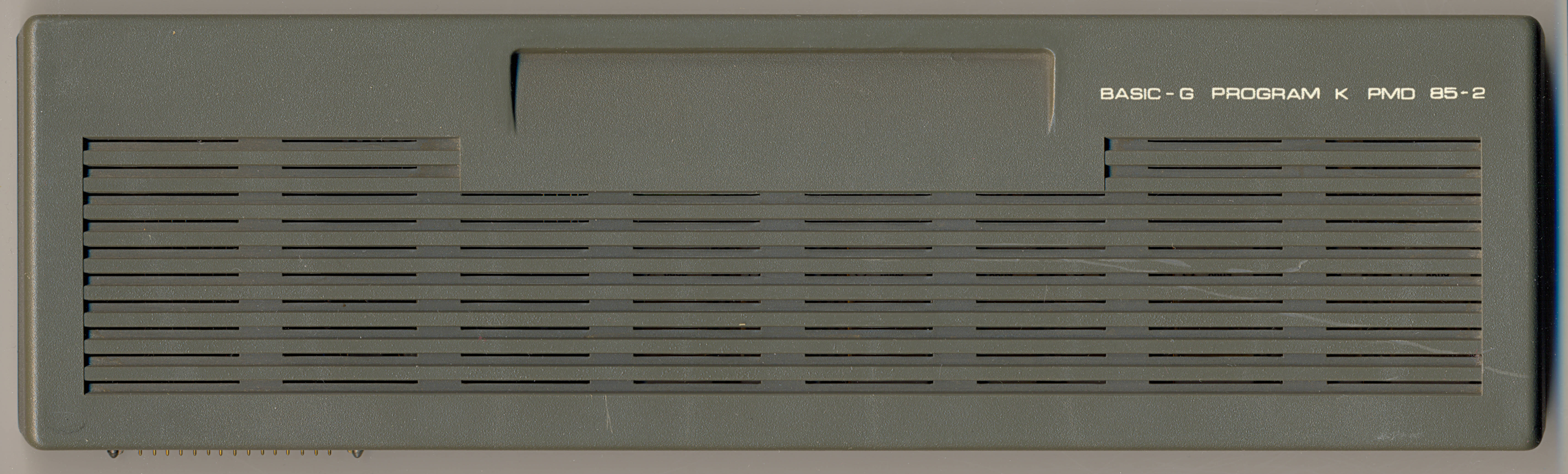
Vista superior.
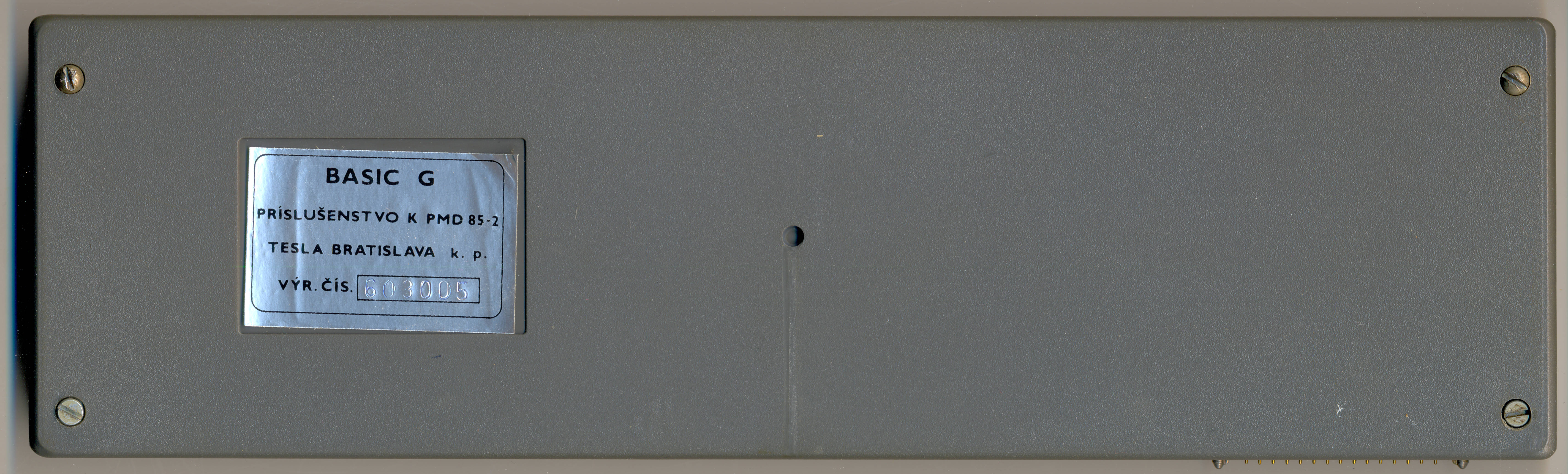
Vista inferior.
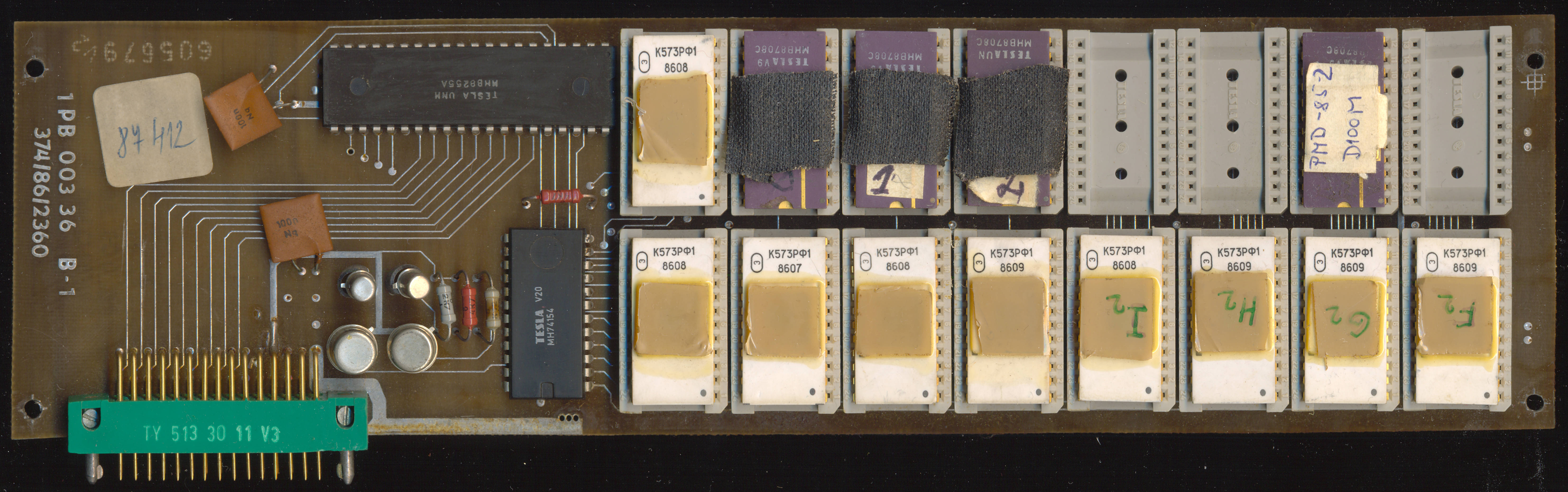
Placa, cara de componentes.
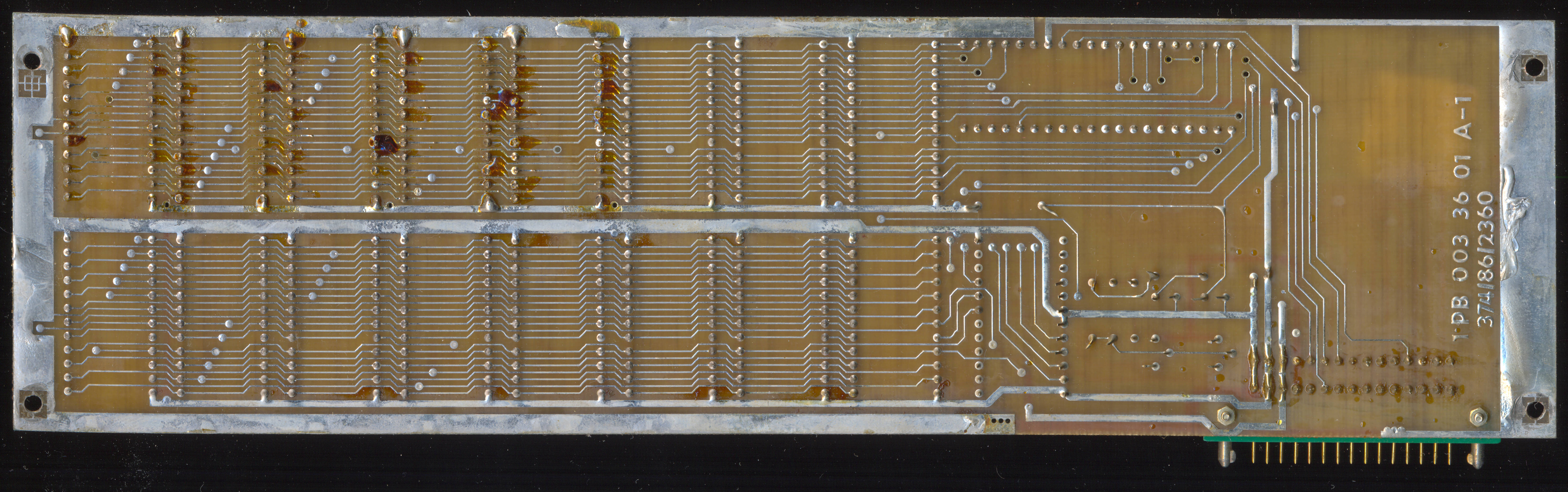
Placa, cara de soldaduras.
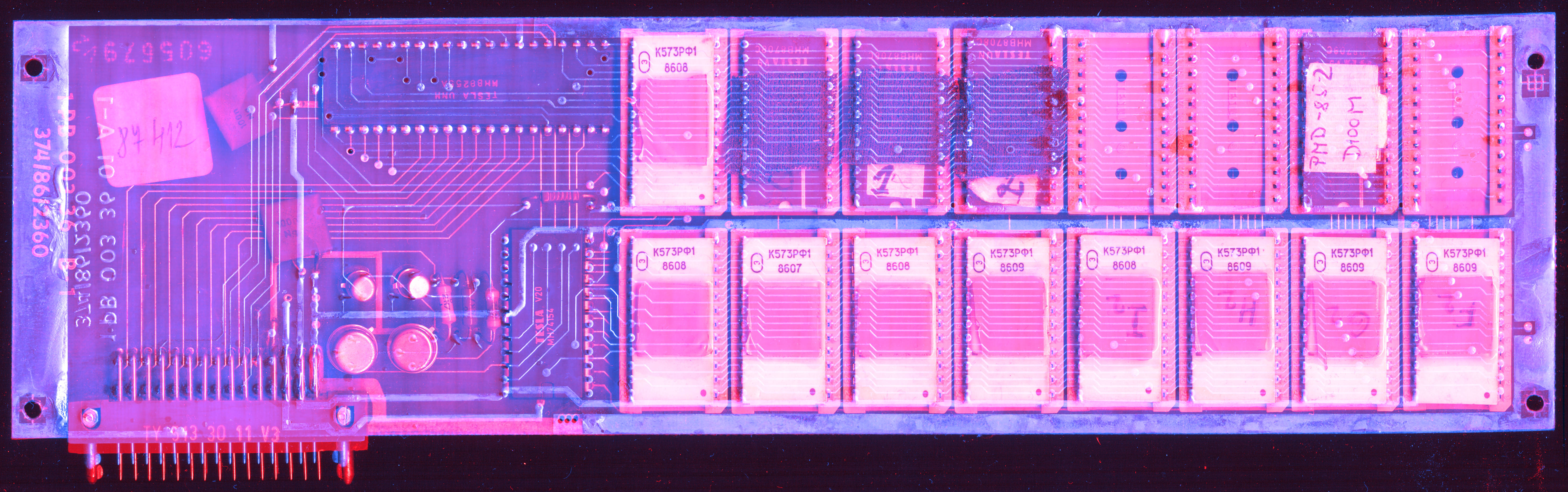
Placa, vista de rayos X.

Fuente de alimentación PMD 10
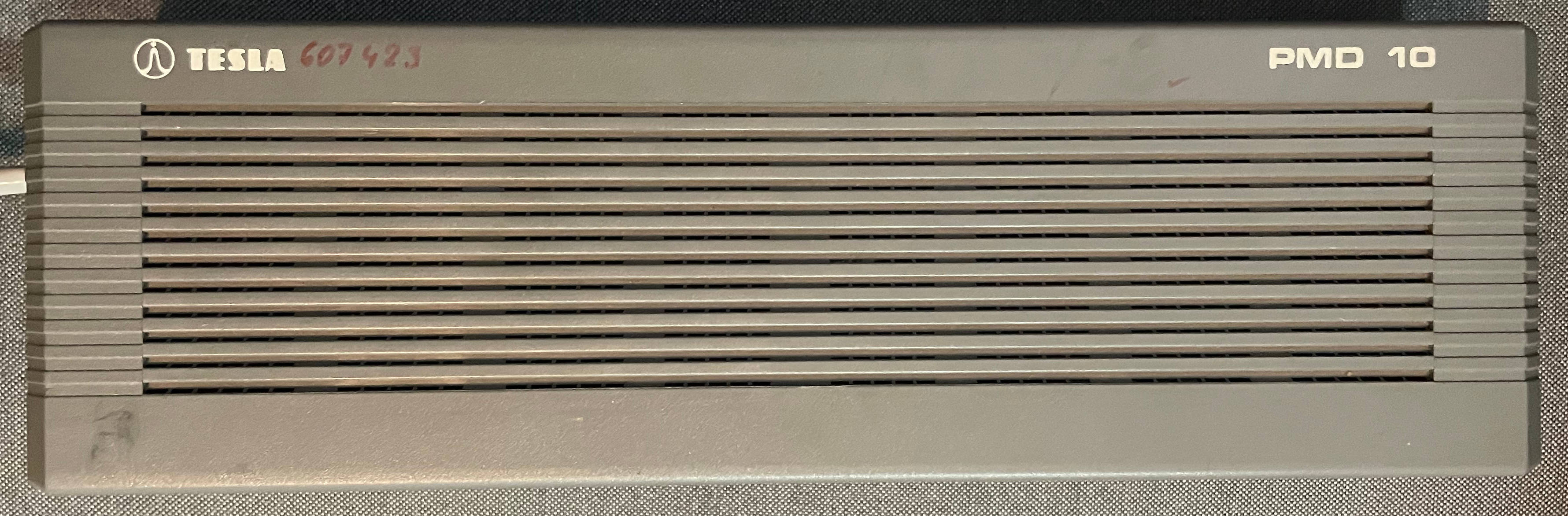
Vista superior.
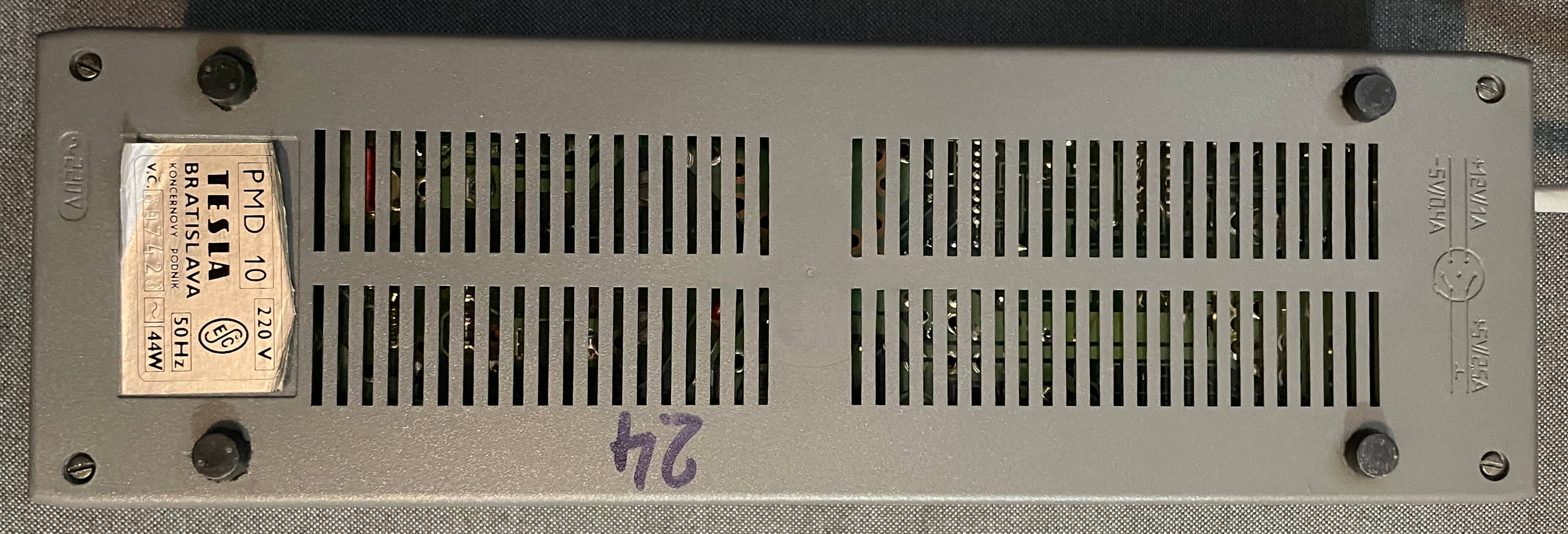
Vista inferior.
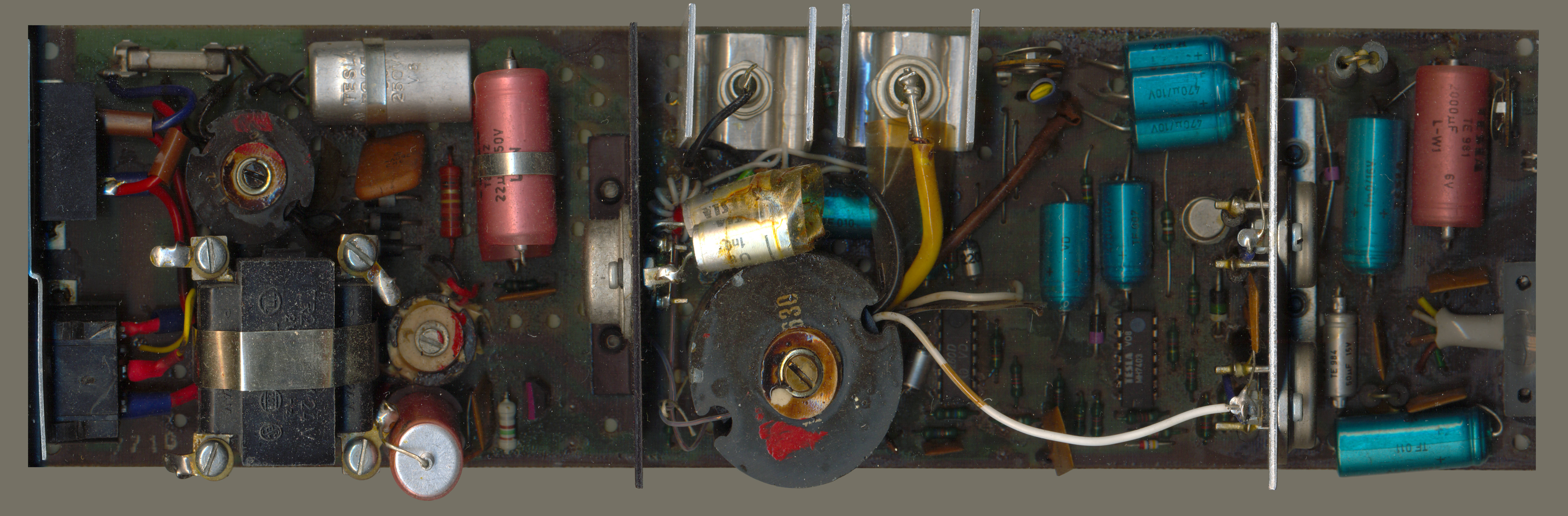
Placa, cara de componentes.
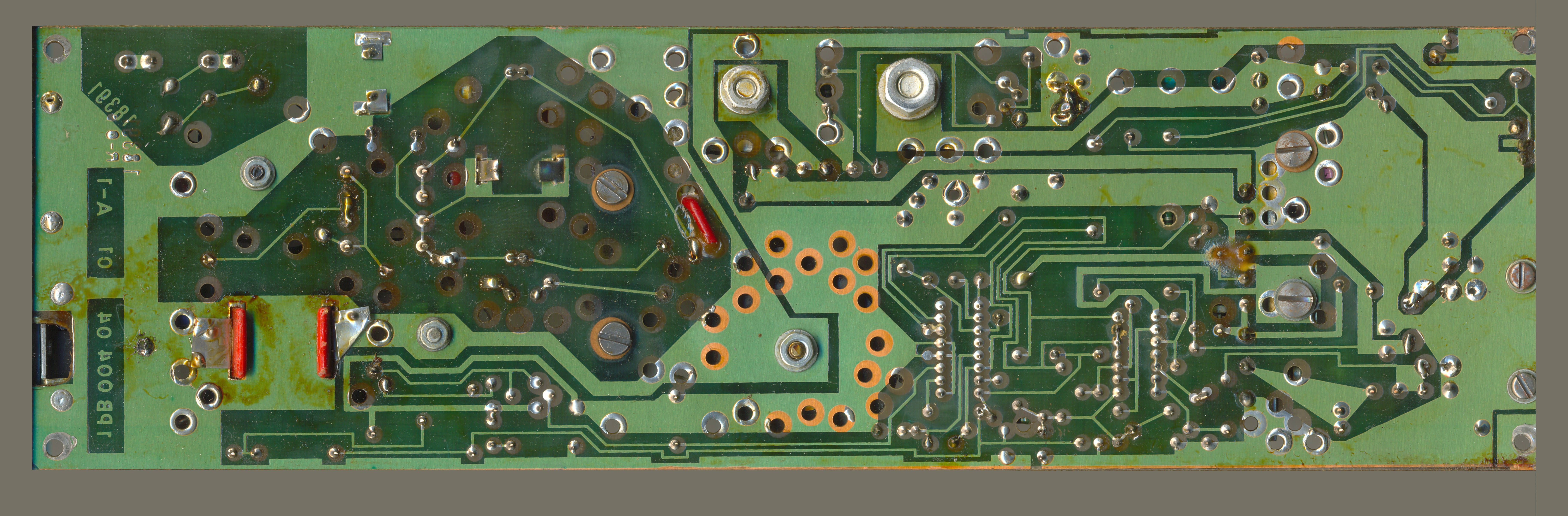
Placa, cara de soldaduras.
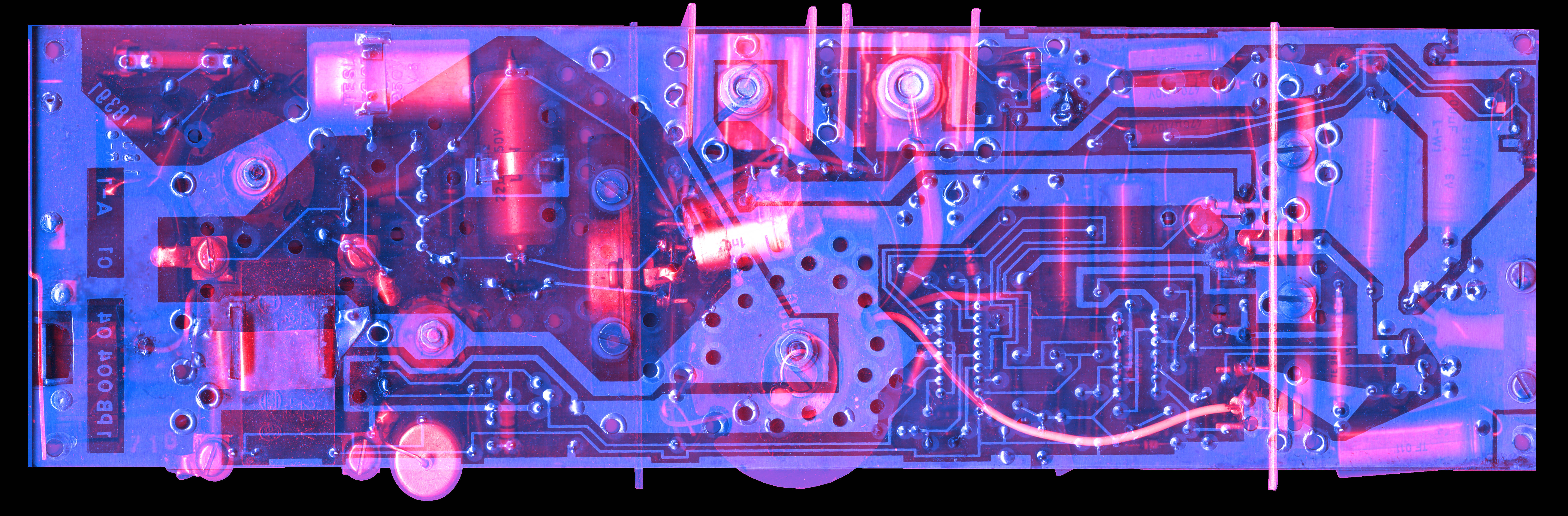
Placa, vista de rayos X.